# Oh, Ramona!
Pour les articles homonymes, voir Ramona.
 (juin 2019).
Pour plus de détails, voir Fiche technique et Distribution.
Oh, Ramona! est une comédie romantique roumaine réalisée par Cristina Jacob, sortie en 2019. Adaptation du roman Suge-O Ramona d'Andrei Ciobanu.

## Synopsis
Andrei, un ado de 16 ans, vit avec candeur et désintéressement sa première histoire d'amour, innocente et non impliquée, alternant avec sa deuxième histoire, intense et folle, il est cependant incapable de faire un choix.

## Fiche technique
Sauf indication contraire, les informations mentionnées dans cette section peuvent être confirmées par la base de données cinématographiques IMDb,  présente dans la section « Liens externes ».
- Titre original et français : Oh, Ramona!
- Réalisation : Cristina Jacob
- Scénario : Cristina Jacob, Andrei Ciobanu et Alex Cotet
- Direction artistique : Cristina Barbu
- Décors : Perry Andelin Blake
- Photographie : JP Garcia
- Montage : Gabriel Tudor Marin et Dragos Teglas
- Production : Adrian Sârbu
  - Production déléguée : Daniel Iacob
- Sociétés de production : Zazu Film
- Société de distribution : Netflix
- Pays de production :  Roumanie
- Langue originale : anglais
- Format : couleur — 2,35:1
- Genre : comédie romantique
- Durée : 109 minutes
- Dates de sortie :
  - Roumanie : 14 février 2019
  - Monde : 1er juin 2019 (Netflix)

## Distribution
- Bogdan Iancu (VF : Victor Quilichini) : Andrei
- Aggy K. Adams (VF : Louise Emma Morel) : Ramona
- Holly Horne (VF : Emma Jeane) : Anemona
- Andromedra Godfrey (VF : Odile Schmitt) : Mme. Alfred, la mère d'Andrei
- Basil Eidenbez (VF : Léonard Hamet) : Alin
- Leonardo Boudreau (VF : Martin Faliu) : Silviu
- Melanie Ebanks (VF : Caroline Borel) : Carla